# Porphyrio paepae
El calamón de las islas Marquesas (Porphyrio paepae) es una especie extinta de ave gruiforme perteneciente a la familia Rallidae, endémica de las islas Hiva Oa y Tahuata, las cuales forman parte del archipiélago de las Marquesas. Fue descrita originalmente por los restos subfósiles hallados en las antedichas islas, datados con una antigüedad de 700-800 años. Se considera que pudo haber sobrevivido hasta la primera mitad del siglo XX: en la parte inferior izquierda de la obra de Paul Gauguin Le Sorcier d'Hiva Oa ou le Marquisien à la cape rouge (realizada en 1902) aparece un ave cuyas características coinciden con las descripciones de Porphyrio paepae hechas por los nativos. El explorador y biólogo noruego Thor Heyerdahl afirmó haber visto un ave no voladora similar en Hiva Oa en 1937.